# Gundelia
 Gundelia   L., 1753 è un genere di piante angiosperme dicotiledoni della famiglia delle Asteraceae.

## Etimologia
Il nome del genere è stato dato in onore di Andreas von Gundelsheimer (1668–1715), un medico e botanico tedesco che viaggiò con Pitton de Tournefort (1656 - 1708) e Claude Aubriet (1651 - 1742) nel Mediterraneo e in Armenia nel 1700 - 1702.
Il nome scientifico del genere è stato definito per la prima volta dal botanico Carl Linnaeus (1707-1778) nella pubblicazione " Species Plantarum" ( Sp. Pl. 2: 814 ) del 1753.

## Descrizione

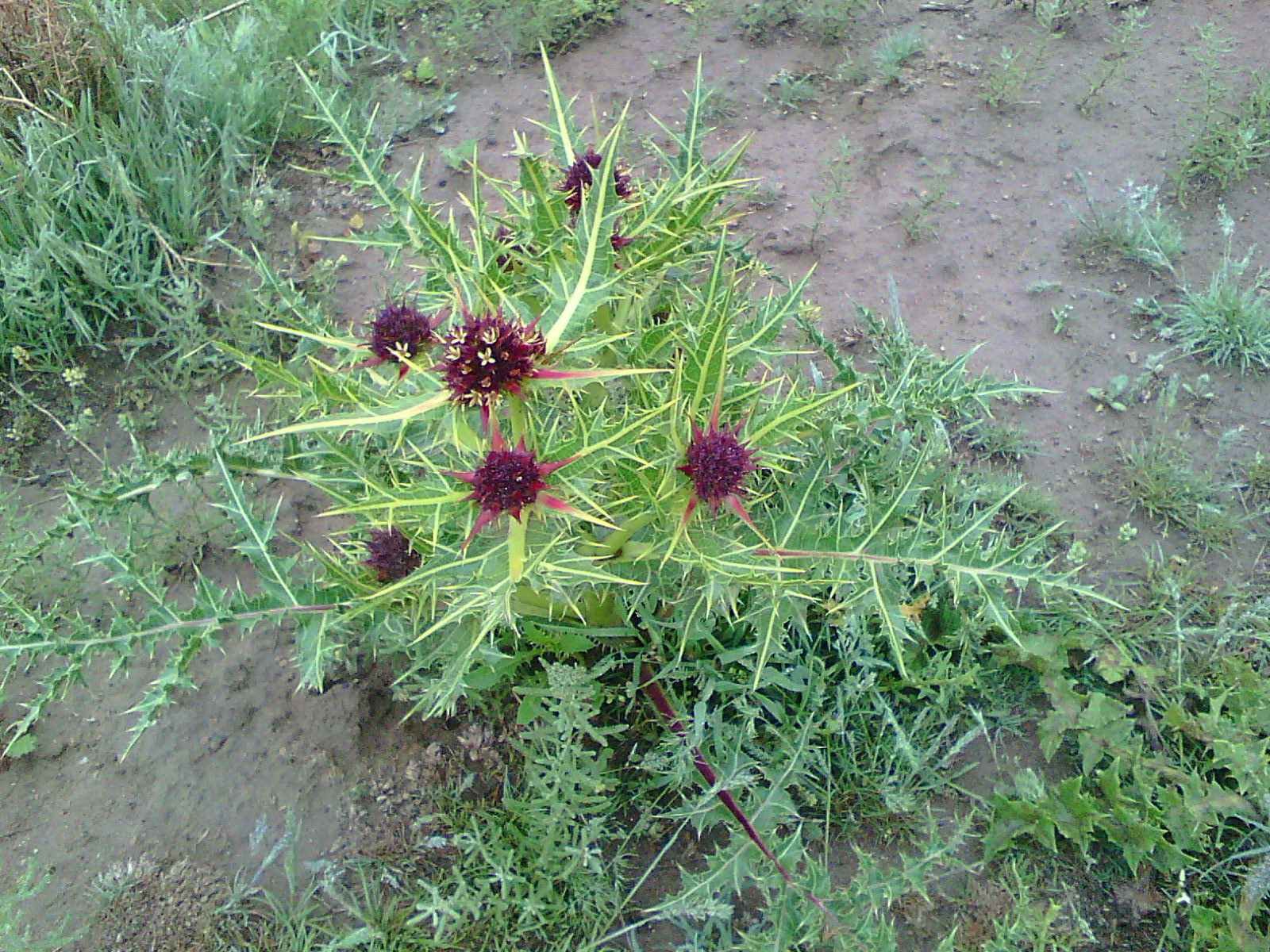
Il portamento
Gundelia rosea

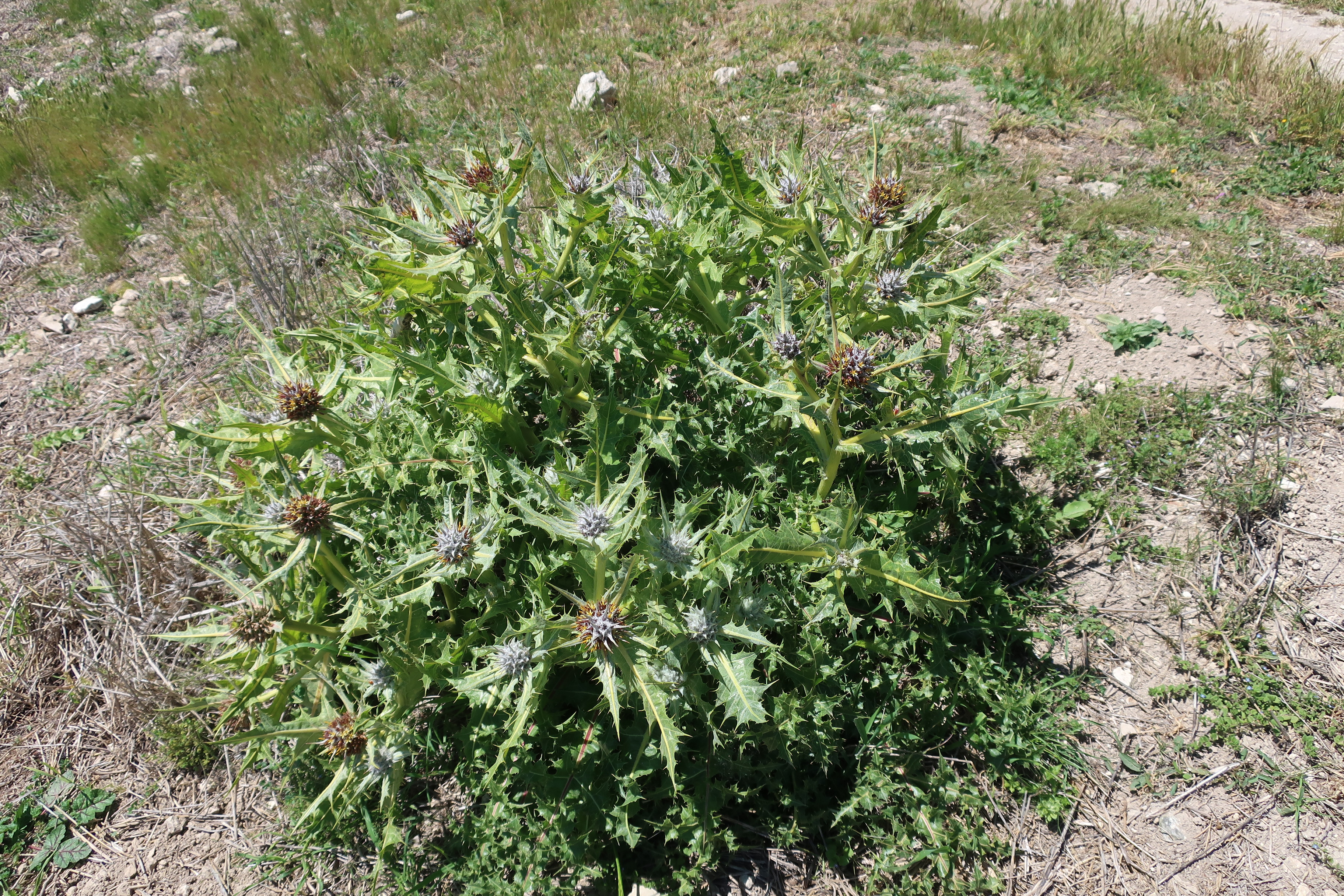
Le foglie
Gundelia tournefortii

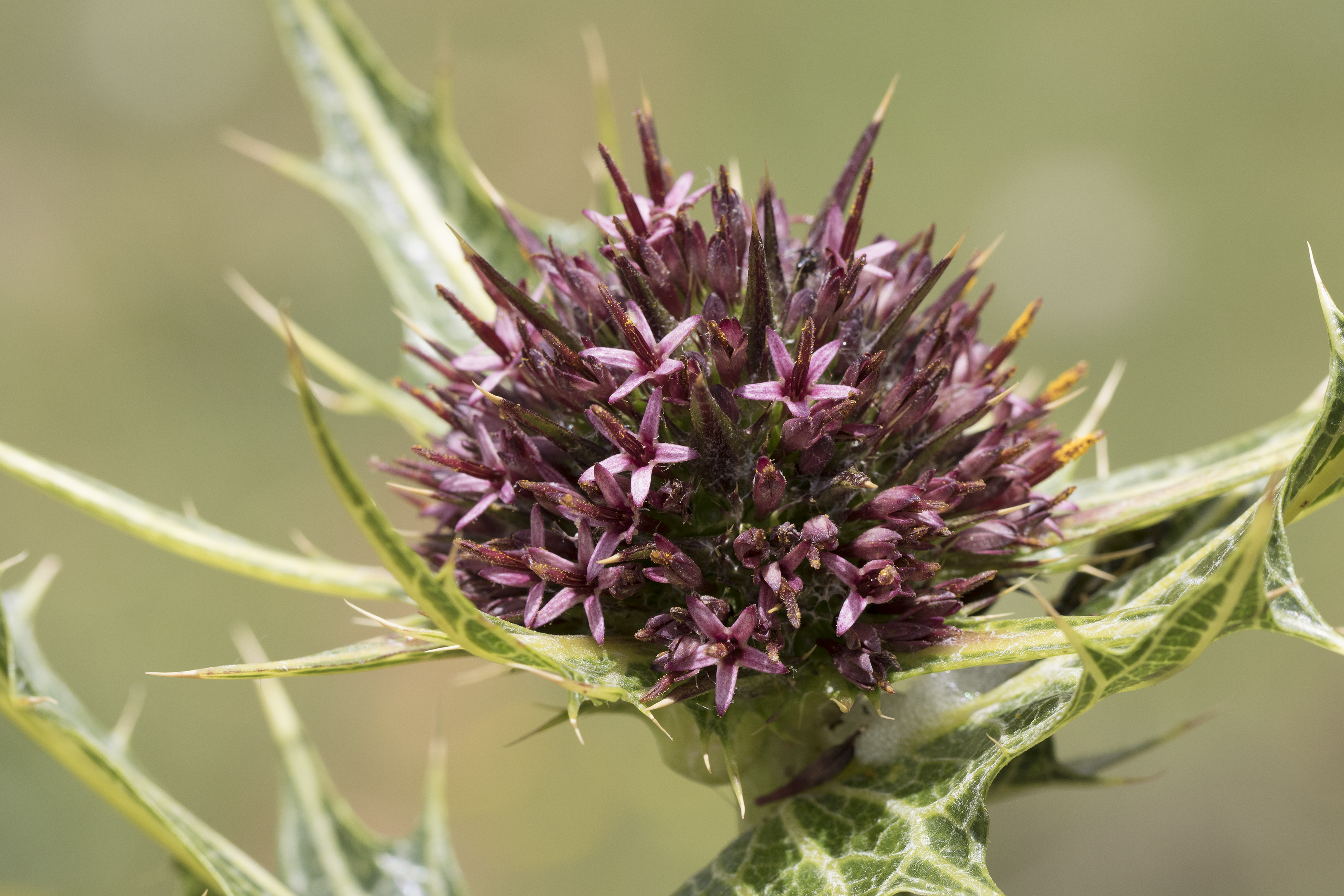
Infiorescenza
Gundelia tournefortii

Habitus. Queste piante sono caratterizzate da specie perenni di costituzione robusta. L'habitus si presenta molto spinoso con steli alati. Negli organi interni sono presenti sia condotti resiniferi che canali laticiferi.
Fusto. I fusti sono quasi inesistenti. Le radici in genere sono di tipo fittonante.
Foglie.  Le foglie sono prevalentemente basali e sono disposte lungo il fusto in modo alterno. Le lamine sono di tipo pennatosette con lobi grossolani. Le foglie sono verdi e spinose.
Infiorescenza. Le infiorescenze (sinfiorescenze o "syncalathia" o "grande capolino") sono formate da singoli fiori aggregati in 5 - 7 capolini. I capolini singoli, sottesi da una brattea spinosa, sono formati da un involucro composto da brattee (o squame) all'interno delle quali un ricettacolo fa da base ai fiori tubulosi). Gli involucri a forma campanulata o urceolata, sono formati da diverse brattee (5 nei capolini centrali; 2 in quelli periferici) connate e disposte su una serie. Il ricettacolo è provvisto di pagliette con ampie ali che racchiudono in alcuni casi gli acheni.
Fiori. I fiori sono tetra-ciclici (ossia sono presenti 4 verticilli: calice – corolla – androceo – gineceo) e pentameri (ogni verticillo ha in genere 5 elementi). I fiori sono zigomorfi, quelli centrali sono ermafroditi. Gli altri, nei 4 - 6 caplini restanti, sono funzionalmente staminali.
- Formula fiorale:

*/x K {\displaystyle \infty }, [C (5), A (5)], G 2 (infero), achenio
- Calice: i sepali del calice sono ridotti ad una coroncina di squame.
- Corolla: le corolle sono formate da un corto tubo terminante con 5 lobi patenti più o meno triangolari; il colore è verdastro, giallo, rosa, rosso-porpora o bianco; la superficie può essere sia pubescente che glabra.
- Androceo: gli stami sono 5 con filamenti liberi e distinti, mentre le antere sono saldate in un manicotto (o tubo) circondante lo stilo.[12] Le antere non sono caudate. Il polline è tricolporato, echinato ma non "lophato".[13]
- Gineceo: lo stilo è filiforme. Gli stigmi dello stilo sono due divergenti e ricurvi con la superficie stigmatica posizionata internamente (vicino alla base).[14] L'ovario è infero uniloculare formato da 2 carpelli.

Frutti. I frutti sono degli acheni con pappo. L'achenio, oblungo (obpiramidale) e glabro, è privo di becco. Il pappo è formato da una coroncina apicale di squame denticolate-fimbriate.

## Biologia
- Impollinazione: l'impollinazione avviene tramite insetti (impollinazione entomogama tramite farfalle diurne e notturne).
- Riproduzione: la fecondazione avviene fondamentalmente tramite l'impollinazione dei fiori (vedi sopra).
- Dispersione: i semi (gli acheni) cadendo a terra sono successivamente dispersi soprattutto da insetti tipo formiche (disseminazione mirmecoria). In questo tipo di piante avviene anche un altro tipo di dispersione: zoocoria. Infatti gli uncini delle brattee dell'involucro si agganciano ai peli degli animali di passaggio disperdendo così anche su lunghe distanze i semi della pianta.

## Distribuzione e habitat
Le specie di questo genere sono distribuite in Anatolia, Asia mediterranea, Transcaucasia, Afghanistan, Iran e Iraq.

## Tassonomia
La famiglia di appartenenza di questa voce (Asteraceae o Compositae, nomen conservandum) probabilmente originaria del Sud America, è la più numerosa del mondo vegetale, comprende oltre 23.000 specie distribuite su 1.535 generi, oppure 22.750 specie e 1.530 generi secondo altre fonti (una delle checklist più aggiornata elenca fino a 1.679 generi). La famiglia attualmente (2021) è divisa in 16 sottofamiglie.

### Filogenesi
Il genere di questa voce appartiene alla sottotribù Scolyminae della tribù Cichorieae (unica tribù della sottofamiglia Cichorioideae). In base ai dati filogenetici la sottofamiglia Cichorioideae è il terz'ultimo gruppo che si è separato dal nucleo delle Asteraceae (gli ultimi due sono Corymbioideae e Asteroideae). La sottotribù Scolyminae è uno dei cladi iniziali che si sono separati dalla tribù.
I caratteri più distintivi per questa sottotribù (e quindi per i suoi generi) sono:
- i fusti sono alati;
- negli organi interni sono presenti sia condotti resiniferi che canali laticiferi;
- alcune parti delle piante possono essere spinose;
- l'origine delle specie è soprattutto relativa al Vecchio Mondo.

All'interno della sottotribù il genere di questa voce, da un punto di vista filogenetico, è in posizione basale e con il resto della sottotribù forma un "gruppo fratello". L'inclusione di questo genere nel gruppo delle "cichorieae" è abbastanza recente in quanto rappresenta, con i suoi fiori tubulosi, una eccezione (nel resto della tribù prevalgono i fiori ligulati 5-dentati).
Cladogramma indicante la posizione del genere nella sottotribù.
|  | Catananche                                              |
|  |                                                         |
|  | \| \| Hymenonema \| \| \| \| \| \| Scolymus \| \| \| \| |
|  |                                                         |
|  | Hymenonema                                              |
|  |                                                         |
|  | Scolymus                                                |
|  |                                                         |

|  | Hymenonema |
|  |            |
|  | Scolymus   |
|  |            |

|  | Catananche                                              |
|  |                                                         |
|  | \| \| Hymenonema \| \| \| \| \| \| Scolymus \| \| \| \| |
|  |                                                         |
|  | Hymenonema                                              |
|  |                                                         |
|  | Scolymus                                                |
|  |                                                         |

|  | Hymenonema |
|  |            |
|  | Scolymus   |
|  |            |

I caratteri distintivi per le specie di questo genere sono:
- l'habitus è formato da robuste erbe perenni;
- le foglie sono molto spinose;
- i capolini, aggregati in sinfiorescenze, sono formati da un fiore.

In trattamenti precedenti questo genere era a capo della sottotribù Gundelieae DC. ex Lecoq. & Julliet, 1831.
Il numero cromosomico della specie è: 2n = 18.

### Elenco delle specie
Questo genere ha 16 specie:
- Gundelia anatolica Firat
- Gundelia aragatsi  Vitek, Fayvush, Tamanian & Gemeinholzer
- Gundelia armeniaca  Nersesian
- Gundelia asperrima  (Trautv.) Firat
- Gundelia cilicica  Firat
- Gundelia colemerikensis  Firat
- Gundelia dersim  Vitek, Yüce & Ergin
- Gundelia komagenensis  Firat
- Gundelia mesopotamica  Firat
- Gundelia microcephala  (Bornm.) Vitek
- Gundelia munzuriensis  Vitek, Yüce & Ergin
- Gundelia rosea  M.Hossain & Al-Taey
- Gundelia siirtica  Firat
- Gundelia tehranica  Vitek & Noroozi
- Gundelia tournefortii  L.
- Gundelia vitekii  Armagan

### Sinonimi
Sono elencati alcuni sinonimi per questa entità:
- Gundelsheimera  Cass.
- Hacub  Boehm.